# Nina Williams
Nina Williams (ニーナ・ウィリアムズ, Nīna Wiriamuzu) é uma personagem da franquia Tekken, apresentada pela primeira vez no jogo original de 1994. Retratada como uma assassina irlandesa, também é a protagonista do spin-off Death by Degrees.
Nina tem um relacionamento instável e frequentemente violento com sua irmã mais nova, Anna Williams, com quem rivaliza durante a franquia. Ela foi bem recebida pela crítica, sendo considerada uma das figuras mais icônicas de Tekken e provavelmente a personagem feminina mais conhecida da série.

## Designe jogabilidade
De acordo com a equipe de design original de Tekken da Namco, "foi Nina ou Kazuya a alma, a parte legal do [primeiro] jogo." O produtor Yozo Sakagami comentou sobre a escolha de Roberto Ferrari como seu designer de personagens: "Nina é uma personagem branca, e como você pode ver em jogos como Final Fantasy, quando artistas japoneses tentam desenhar mulheres brancas ou qualquer outra coisa, [os personagens] meio que se transformam em japoneses em suas características faciais e em sua aparência, em geral. E não queríamos isso com Nina".
Ela se veste principalmente com trajes justos roxos e é comumente vista vestindo uma roupa de estilo militar, para se adequar à sua ocupação. Nina é conhecida por suas técnicas letais de luta e contra-ataques. Ela também tem um repertório versátil de ataques impressionantes com todos os membros.

## Aparição

### Na franquiaTekken
Nina Williams é a filha primogênita de um pai irlandês, o ex-assassino Richard Williams, e de uma mãe britânica, Heather Williams, assim como sua irmã mais nova, Anna. Desde a tenra idade, Nina e Anna aprenderam várias formas de artes marciais, como jiu-jítsu e koppojutsu. Ambas admiravam o pai, o que gerou uma rivalidade enquanto ansiavam e competiam por sua atenção. Quando Richard morreu, as duas irmãs culparam uma à outra. Embora tentassem manter um relacionamento amistoso, seguindo o último desejo de seu pai, isso só faz a rivalidade se fortalecer ainda mais. O treinamento de Nina nas artes marciais de assassinato a ajudou a se tornar rapidamente uma assassina de aluguel. Aos 20 anos, foi contratada para assassinar o chefe da Mishima Zaibatsu, Heihachi Mishima; no entanto, falha.
Dois anos depois, Nina foi contratada novamente para assassinar o atual chefe da Zaibatsu, Kazuya Mishima, filho de Heihachi. Porém, Anna, guarda-costas de Kazuya, intervém e derrota sua irmã, impedindo-a de cumprir a missão. Nina é capturada por Kazuya depois de não conseguir assassiná-lo e usada como cobaia em um projeto de criogenia de Dr. Bosconovitch. Anna também se oferece para a experiência, que dura 19 anos.
Quando Nina desperta, é acometida de uma forte amnésia, destino do qual sua irmã Anna foi poupada. Ela também foi controlada pelo recém-despertado Ogre, que a enviou para participar do torneio em Tekken 3 para assassinar Jin Kazama, neto de Heihachi. Perto do final do torneio, Jin consegue trazer Nina de volta aos seus sentidos, permitindo que ela se libertasse do controle de Ogre. Como um ato de compaixão, Anna trabalhou intensamente com Dr. Bosconovitch para trazer de volta as memórias de sua irmã. Porém, o projeto fracassou quando Nina recuperou a memória e se recordou dos confrontos com Anna. Assim, logo revive seu papel de assassina e écontratada por um sindicato da máfia para matar um famoso boxeador britânico, Steve Fox, que mais tarde descobre ser seu filho biológico, que nasceu por meio de fertilização in vitro.

### Em outros jogos eletrônicos
Nina estrela seu próprio jogo de ação, Death by Degrees, lançado em 2005. O jogo fornece uma história de fundo alternativa para Nina e Anna; a trama se concentra mais em seu pai e em como ele morreu quando elas eram crianças. Neste jogo, é revelado que Richard Williams lutou com alguns guardas e gritou para Nina pegar uma arma que um deles havia deixado cair. No entanto, sua hesitação e medo fizeram com que os guardas levassem a melhor e atirassem em Richard, matando-o. Anna é mostrada confortando sua irmã momentos depois, enquanto Nina mais velha observa a cena. A rivalidade que surgiu do incidente foi desenvolvida nos eventos da série Tekken.
Nina também aparece no jogo de luta crossover de 2012 Street Fighter × Tekken com seu parceiro oficial, Kazuya. No trailer cinematográfico, eles lutam contra Ryu e Ken em um prédio, antes de Kazuya capturar Ryu como isca para atrair seu filho Jin para fora.

### Em outras mídias

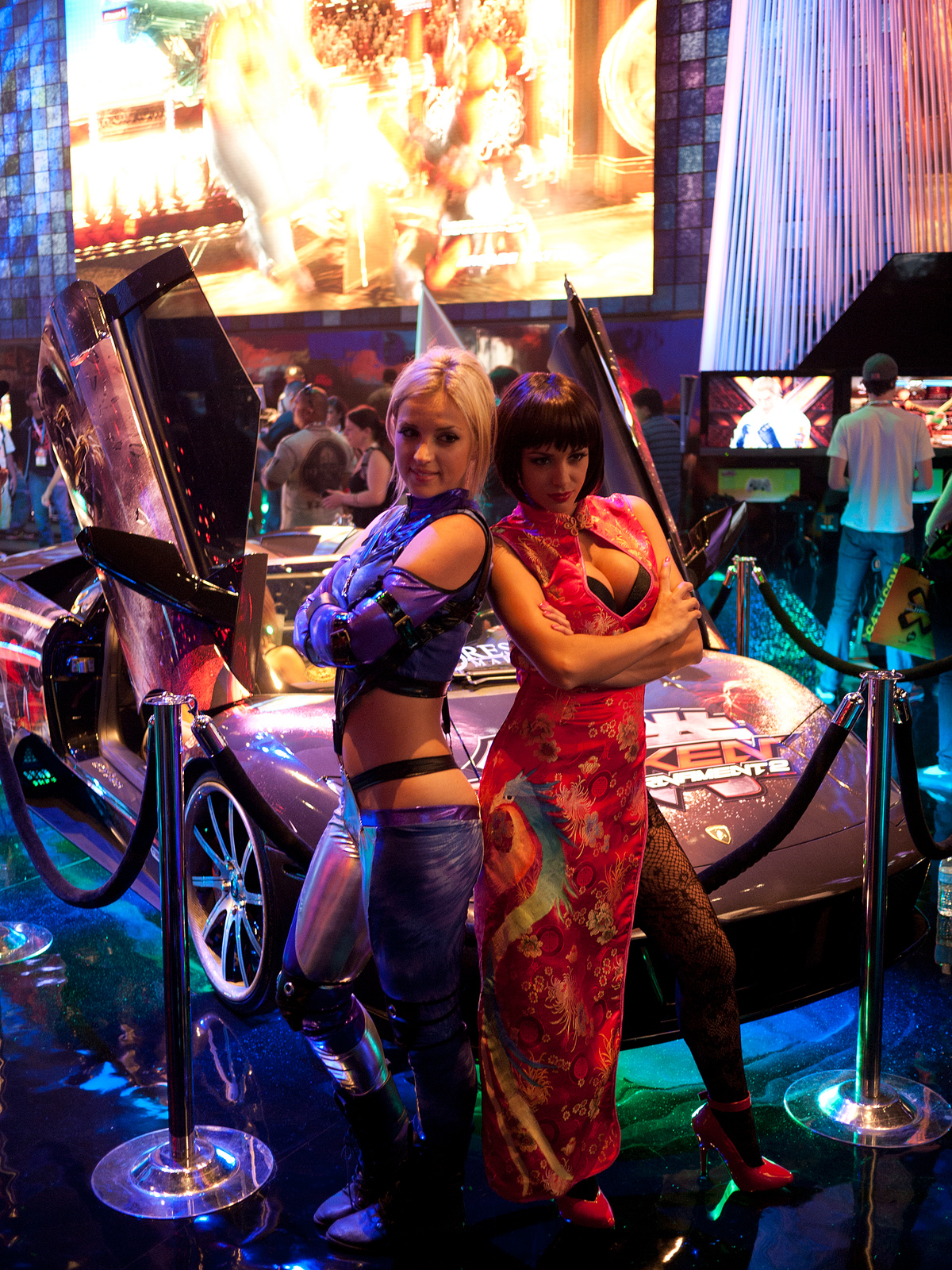
Summer Daniels (à esquerda) como Nina, promovendo o Tag Tournament 2 na Electronic Entertainment Expo 2012.

Nina aparece em Tekken: The Motion Picture como uma das principais vilãs. Ela é seduzida por Lee Chaolan e ele a contrata para matar Kazuya Mishima para que ele herde a Mishima Zaibatsu de Heihachi. Nina tenta várias vezes assassinar Kazuya, mas ele continua frustrando-a com suas habilidades superiores. Sua rivalidade com Anna também está presente, embora seja diferente dos jogos no sentido de que Nina era favorecida pelo pai.
Nina Williams foi retratada pela modelo e cantora sul-africana Candîce Hillebrand na adaptação cinematográfica de 2009, Tekken. No filme, ela participa do torneio Iron Fist, mas atua como assassina sob o comando de Kazuya junto com Anna. Ambas também são amantes de Kazuya. Ao contrário dos jogos, Nina e Anna se dão bem e não têm nenhuma relação com Steve Fox. Ela também aparece no filme de animação Tekken: Blood Vengeance.

## Recepção
A personagem foi recebida principalmente de forma muito positiva. A Gaming Target listou-a, em 2006, como a "assassina mais sexy do mundo" e a "quinta melhor personagem de Tekken, sem falar nos arremessos e lançamentos combinados." Em uma enquete oficial da Namco, Nina foi classificada como a 14ª personagem de Tekken mais solicitada para ser jogável em Tekken × Street Fighter.
Ela é frequentemente conhecida por seu apelo sexual. Os leitores da revista alemã Mega Fun e da edição polonesa da GameStar votaram em Nina para terceiro lugar no prêmio "Video Game Babe of 1998" e em quinto lugar para o título de "Miss of the Video Game World", respectivamente. Ela foi eleita a "personagem de luta feminina mais quente" em uma votação de 2008 do Guinness World Records Gamer's Edition.